# Bernard Cloutier
Bernard Cloutier (29 novembre 1933 - 1er janvier 2011) est un ingénieur chimiste et administrateur québécois, qui a conçu et mis sur pied (en 2004) la Fondation humaniste du Québec.

## Biographie
Bernard Cloutier est le cadet de la famille de six enfants (après Suzanne, Monique, Claire, Sylvain, Andrée) de Edmond Cloutier, qui fut de 1940 à 1960 Imprimeur de la Reine (du gouvernement fédéral canadien, à Ottawa), et de Hélène Saint-Denis. Son fils est Louis Cloutier.

### Formation
- 1952-1957,  Université d'Ottawa, B.Sc. (chimie)
- 1962-1964,  École du Pétrole et des Moteurs (Paris), Ingénieur

### Activités professionnelles
- 1957-1959, Recherche pour ALCAN à Kingston (Ontario) et Arvida (Québec).
- 1959-1962, Directeur des ventes industrielles, Imperial Oil (ESSO)
- 1964-1969,  Directeur des exportations ELF (une entreprise de l'état français dans le secteur pétrolier).
- 1970-1979,  Président directeur général, Société québécoise d'initiatives pétrolières (SOQUIP, une entreprise de l'état québécois, ayant la mission d'explorer pour découvrir du pétrole et du gaz naturel, au Québec notamment). Fondateur de cette Société en 1969.
- 1980-1990,  Président de la Régie de l'électricité et du gaz (un tribunal administratif, ensuite renommé la Régie de l'énergie).

### Engagement politique
- Membre du Rassemblement pour l'indépendance nationale[3]
- À Paris, le 10 février 1963, jour du  200e anniversaire de la signature du traité de Paris, par lequel le roi de France cède le Québec au roi de la Grande-Bretagne,  Bernard Cloutier et Pierre Gravel fondent le « Comité français pour l'indépendance du Québec », qui change bientôt de nom pour le « Comité international pour l'indépendance du Québec » (CIIQ)[4],[5]. Côté français le comité est piloté par le journaliste Pierre Gâche. Le siège est rue de l'Armorique à Paris. Le délégué général du comité à Paris est Charles Lussier.

### Engagement humaniste
Bernard Cloutier consacre ses dix dernières années à donner une assise plus solide à un humanisme séculier qui préconise le développement du potentiel humain sans religion.
- 2004- Fondateur de la Fondation humaniste du Québec (FHQ, un OSBL et de bienfaisance, qui fait la promotion de la pensée critique et des valeurs humanistes au Québec).
- 2005- Cofondateur de l'Association humaniste du Québec (AHQ)[7].
- Membre de Humanist Canada, Cyberateos, Argateos, Ateos en Peru, International Humanist and Ethical Union,  Mensa.
- Bernard Cloutier est intervenu dans la presse et à la télévision dans le débat sur l'euthanasie et le droit de mourir dans la dignité[8].